# Innocent d'Irkoutsk
Pour les articles homonymes, voir Innocent.
Innocent d'Irkoutsk, né Ivan Koultchinski dans le gouvernement de Tchernigov vers 1680 et mort à Irkoutsk en Sibérie en 1731, fut un missionnaire en Sibérie et le premier évêque d'Irkoutsk. C'est un saint orthodoxe,  fêté localement le 26 novembre.